# 니스 백국
니스 백국(프랑스어: Comté de Nice / Pays Niçois, 이탈리아어: Contea di Nizza/Paese Nizzardo, 니스 오크어: Comtat de Niça/País Niçard)는 프랑스 니스를 주변으로 남서부에 위치한 옛 지역으로, 오늘날 알프마리팀 주와 대략적으로 일치한다.

## 역사

1796년 니스 백국은 이탈리아계 국가인 사르데냐 왕국의 일부였다.

니스 백국은 지중해 (코트다쥐르), 바르강과 알프스산맥의 최남단 사이에 위치해 있다.
리구리아 부족들은 로마인들에게 점령되기 이전에 이 지역에 거주했다. 아우구스투스에게 정복된 이 부족들은 야만인들의 침략이 시작될 무렵인 서기 4세기에는 완전히 로마화 (테오도어 몸젠에 따르면)가 이루어졌다. 로마 시대 시기에 이 지역은 이탈리아의 Regio IX Liguria의 일부였다.
프랑크인들이 서로마 제국 멸망 이후 이곳을 정복했고, 이곳의 로마인들은 해양 공화국 (1108년~1176년)으로서 독립 시기를 가졌던 프로방스 백국내로 통합되었다. 옛 프로방스 백국의 일부로서 반 자율성을 지녔었고, 1388년에 사보이아 공국 ([[이후 사르데냐 왕국이 되고, 1720년에는 주로 피에몬테 사르데냐 왕국으로 불렸다).
이 지역은 피에몬테의 나라에 통합된 이후인 15세기 동안에 니스 백국이라는 이름이 붙여졌다. 1388년부터 1860년까지 니스 백국의 역사는 피에몬테 사르데냐 왕국과 같다. 이곳의 중심 도시는 니스이다.

## 프랑스로의 합병

1860년 프랑스 (밝은 갈색)으로 합병된 사르데냐 왕국의 지역을 보여주는 니스 백국의 지도. 붉은 색 지역은 1860년 이전 프랑스의 지역이 된 곳이다.

1860년 프랑스 합병 (검은색).

프랑스는 제2차 이탈리아 독립 전쟁 기간인 1860년에 니스 백국을 합병했다. 프랑스의 나폴레옹 3세와 사르데냐의 수상 카밀로 벤소 디 카보우르 백작 사이에 맺은 1858년의 비밀 협약으로, 프랑스는 오스트리아의 지배로부터 롬바르디아와 베네치아 지역을 탈환해내려는 피에몬테 왕국을 지원하기로 동의했다. 프랑스의 군사적 도움의 대가로, 피에몬테는 니스와 사부아를 프랑스에 넘기기로 하였다. 이 합병은 1859년 이탈리아 전쟁 동안에 베네치아를 점령하기 전 나폴레옹 3세가 오스트리아와 별도의 평화 협정을 체결하면서 의문의 여지가 생겼다. 그러나 1860년 3월 피에몬테가 파르마, 모데나, 마르케 지역을 합병하는 과정에서, 나폴레옹 3세는 니스와 사부아를 받는 대가로 피에몬테의 이탈리아 지역 합병을 승인하였다. 프랑스는 1860년 3월 24일에 체결된 토리노 조약의 조항으로 이 지역을 합병했다.
4월 15일과 16일 니스에서, 4월 22일과 23일에 사부아에서 국민 투표가 열렸고, 두 지역의 많은 상당 수의 거주민들이 조약과 프랑스에 합병되는걸 찬성한다고 투표했다. 프랑스는 1860년 6월 12일 공식적으로 니스와 사부아를 합병했다.
그럼에도 불구하고 니스 출신의 이탈리아 애국주의자 주세페 가리발디는 그의 고향 도시가 프랑스에 넘어가는걸 강하게 반대했고, 니스 백국은 근본적으로 이탈리아의 것이고 "몸값"으로서 프랑스 팽창주의에 넘겨선 안된다고 다투었다.
1860년 이후 이탈리아 민족주의자들이 가장 가치있게 여기는 지역은 아니였지만, 일부 이탈리아 민족주의자들은 니스 백국을 이탈리아의 "미회수된 영토"라는 뜻의 "이탈리아 이레덴타"의 일부로 여겼다. 제2차 세계 대전 기간, 프랑스 남동부를 점령한 이탈리아는 이 지역을 이탈리아 왕국내 행정 구역으로 니스를 포함시켰다.
니스 백국은 독립된 주가 되기에는 너무 작았기에, 프랑스 정부는 그라스 아롱디스망에 니스를 추가하고, 이웃한 바르 주에서는 때어내어 알프마리팀 주를 만들었다. 1860년 이래로 니스 백국은 프로방스알프코트다쥐르에 있는 알프마리팀 주의 두 아롱디스망 중 하나인 니스 아롱디스망과 함께 국경을 접한 가장 큰 지역이였다. 그럼에도 불구하고 니스 백국(니스어로 Countea de Nissa)라는 용어는 이웃한 프로방스와는 특히 구별되는 뚜렷한 문화와 옛 지역을 가진 이곳을 식별하기 위해 오늘날까지 사용되고 있다.
니스 백국의 거주민들이 사용하는 옛 언어는 니스어이며, 1860년 이래로는 거의 프랑스어로 대체되었다.

## 같이 보기
- 니스 주교구
- 프로방스
- 미회수된 이탈리아
- 니스의 이탈리아 실지 회복주의

## 참고 자료
- Amicucci, Ermanno. Nizza e l’Italia. Mondadori Editore. Milano, 1939.
- Barelli Hervé, Rocca Roger. Histoire de l'identité niçoise, Nice: Serre, 1995. ISBN 2-86410-223-4
- http://flagspot.net/flags/fr-ctnic.html (flag/history).